# Raleigh Express
El Raleigh Capital Express, conocido comúnmente como Raleigh Express, fue un equipo de fútbol de los Estados Unidos que jugó en la A-League, la desaparecida segunda división de fútbol del país.

## Historia
Fue fundado en el año 1993 en la ciudad de Raleigh, Carolina del Norte con el nombre Raleigh Flyers como participante de la USISL, liga donde jugó hasta que se mudaron a la A-League y pasaron a llamarse Raleigh Express luego de que cambiaran de dueño.
En su historia en la liga el club llegó a la segunda ronda de la conferencia en 2000 y ganó la primera edición del Southern Derby en ese año, el cual sería su última aparición luego de desaparecer a finales del año luego de que el equipo reportara pérdidas por dos millones de dólares.

## Palmarés
- Southern Derby: 1

2000

## Temporadas
| Año  | División | Liga                | Temporada Regular  | Playoffs             | US Open Cup  |
| ---- | -------- | ------------------- | ------------------ | -------------------- | ------------ |
| 1993 | N/A      | USISL               | 3º, Atlantic       | Semifinal Divisional | No participó |
| 1994 | 3        | USISL               | 4º, Atlantic       | Semifinal Divisional | No participó |
| 1995 | 3        | USISL Pro League    | 3º, Atlantic       | Final Divisional     | No clasificó |
| 1996 | 3        | USISL Select League | 5º, South Atlantic | No clasificó         | No clasificó |
| 1997 | 2        | USISL A-League      | 5º, Atlantic       | No clasificó         | No clasificó |
| 1998 | 2        | USISL A-League      | 7º, Atlantic       | No clasificó         | No clasificó |
| 1999 | 2        | USL A-League        | 7º, Atlantic       | No clasificó         | No clasificó |
| 2000 | 2        | USL A-League        | 5º, Atlantic       | Segunda Ronda        | No clasificó |

## Jugadores

### Jugadores destacados
| - Jason Kreis - Kerry Zavagnin | - Gregg Berhalter - Darren Warham |